# Zaretis russeus
Zaretis russeus är en fjärilsart som beskrevs av Hans Fruhstorfer 1909. Zaretis russeus ingår i släktet Zaretis och familjen praktfjärilar. Inga underarter finns listade i Catalogue of Life.